# Milan Associazione Calcio 1969-1970
Questa voce raccoglie le informazioni riguardanti il Milan Associazione Calcio nelle competizioni ufficiali della stagione 1969-1970.

## Stagione
Per la stagione 1969-1970 alla guida della squadra campione d'Europa 1968-1969 viene confermato Nereo Rocco. Sul fronte delle partenze, lasciano il Milan Mora, Scala e Hamrin.
La stagione inizia con le 3 partite del primo turno di Coppa Italia, dove il Milan, nel girone 3 con Varese, Verona e Como, ottiene 2 pareggi nelle prime due partite e una vittoria nell'ultima gara con i lariani. I 4 punti in classifica non sono sufficienti per qualificarsi al turno successivo, al quale accede il Varese che totalizza un punto in più dei rossoneri.
Nel mese di ottobre del 1969 i rossoneri conquistano la Coppa Intercontinentale, la prima nella storia del club. Nella gara di andata a San Siro il Milan batte gli argentini dell'Estudiantes per 3-0 con una doppietta di Sormani e un gol di Combin. La partita di ritorno viene giocata a Buenos Aires ed è caratterizzata dalle numerose scorrettezze della squadra argentina; a farne le spese Prati, che viene colpito alla schiena ed è costretto a lasciare il campo dopo 37 minuti di gioco, e soprattutto Combin,, che rimedia la frattura del naso e dello zigomo. Alla fine della partita Combin viene poi trasferito in questura con l'accusa di aver disertato il servizio militare. Il risultato finale della partita è di 2-1 per la squadra di La Plata, che ribalta il gol di Rivera con le reti di Conigliaro e Aguirre Suárez, ma la sconfitta di misura permette comunque al Milan di vincere il trofeo. Dopo la partita il comportamento dei giocatori argentini porta alla squalifica a vita del portiere Poletti (successivamente revocata) e alle lunghe squalifiche di Aguirre Suárez e Manera da parte della Federazione argentina oltre alla reclusione dei tre per 30 giorni.

Il capitano rossonero Gianni Rivera riceve a San Siro il Pallone d'oro 1969.

In Coppa dei Campioni il Milan, dopo aver eliminato a settembre nei sedicesimi di finale i lussemburghesi dell'Avenir Beggen (vittoria per 5-0 in casa e per 3-0 in trasferta), nel mese di novembre viene eliminato negli ottavi di finale dagli olandesi del Feyenoord che ribaltano la sconfitta per 1-0 dell'andata a Milano grazie al 2-0 ottenuto a Rotterdam.
In campionato il Milan resta stabilmente nelle posizioni di vertice e chiude il girone di andata in 5ª posizione con 17 punti, 5 in meno del Cagliari capolista. Nel girone di ritorno i rossoneri totalizzano 2 punti in più rispetto all'andata e chiudono così al 4º posto con 36 punti, a 9 lunghezze dal Cagliari vincitore dello scudetto, 5 dall'Inter e 2 dalla Juventus: tuttavia, sarà un piazzamento insufficiente ai fini della qualificazione alle coppe europee dato che la regola “una città una squadra” della Coppa delle Fiere sbarrò l’accesso ai rossoneri in presenza dei nerazzurri.
Nel corso della stagione il capitano del Milan Gianni Rivera viene premiato con il Pallone d'oro 1969, diventando così il primo italiano a ricevere tale riconoscimento.

## Divise
La divisa è una maglia a strisce verticali della stessa dimensione, rosse e nere, con pantaloncini bianchi e calzettoni neri con risvolto rosso. La divisa di riserva è una maglia bianca con colletto e bordi delle maniche rossi e neri, pantaloncini bianchi e calzettoni bianchi con una riga rossa e nera sul risvolto.
| Casa | Trasferta |

## Organigramma societario[6]
Area direttiva
- Presidente: Franco Carraro
- Vice presidente: Federico Sordillo
- Segretario: Bruno Passalacqua

Area tecnica
- Allenatore: Nereo Rocco
- Allenatore in seconda: Marino Bergamasco
- Aiuto allenatore: Cesare Maldini

Area sanitaria
- Medici sociali: Giovanni Battista Monti, Pier Giovanni Scotti
- Massaggiatore: Giuseppe Campagnoli, Ruggiero Ribolzi, Carlo Tresoldi

## Rosa
| N. |                           | Ruolo | Calciatore              |
| -- | ------------------------- | ----- | ----------------------- |
|    | Italia (bandiera)         | P     | Pierangelo Belli        |
|    | Italia (bandiera)         | P     | Fabio Cudicini          |
|    | Italia (bandiera)         | P     | Villiam Vecchi          |
|    | Italia (bandiera)         | D     | Angelo Anquilletti      |
|    | Italia (bandiera)         | D     | Cesare Cattaneo         |
|    | Italia (bandiera)         | D     | Alberto Grossetti       |
|    | Italia (bandiera)         | D     | Saul Malatrasi          |
|    | Italia (bandiera)         | D     | Luigi Maldera           |
|    | Italia (bandiera)         | D     | Roberto Rosato          |
|    | Italia (bandiera)         | D     | Nello Santin            |
|    | Germania Ovest (bandiera) | D     | Karl-Heinz Schnellinger |
|    | Italia (bandiera)         | C     | Roberto Casone          |

| N. |                    | Ruolo | Calciatore                          |
| -- | ------------------ | ----- | ----------------------------------- |
|    | Italia (bandiera)  | C     | Romano Fogli                        |
|    | Italia (bandiera)  | C     | Domenico Fontana                    |
|    | Italia (bandiera)  | C     | Giovanni Lodetti                    |
|    | Italia (bandiera)  | C     | Gianni Rivera (capitano)            |
|    | Italia (bandiera)  | C     | Giorgio Rognoni                     |
|    | Italia (bandiera)  | C     | Giovanni Trapattoni (vice capitano) |
|    | Francia (bandiera) | A     | Nestor Combin                       |
|    | Italia (bandiera)  | A     | Lino Golin                          |
|    | Italia (bandiera)  | A     | Angelo Marchi                       |
|    | Italia (bandiera)  | A     | Pierino Prati                       |
|    | Italia (bandiera)  | A     | Angelo Benedicto Sormani            |

## Calciomercato

### Sessione estiva
| Acquisti | Acquisti          | Acquisti     | Acquisti      |
| R.       | Nome              | da           | Modalità      |
| -------- | ----------------- | ------------ | ------------- |
| D        | Alberto Grossetti | Catania      | fine prestito |
| C        | Domenico Fontana  | L.R. Vicenza | definitivo    |
| A        | Nestor Combin     | Torino       | definitivo    |
| A        | Lino Golin        | Varese       | fine prestito |

| Cessioni | Cessioni        | Cessioni     | Cessioni      |
| R.       | Nome            | a            | Modalità      |
| -------- | --------------- | ------------ | ------------- |
| D        | Bruno Baveni    | Savona       | definitivo    |
| D        | Paolo Montanari | Catania      | fine prestito |
| C        | Nevio Scala     | L.R. Vicenza | definitivo    |
| A        | Kurt Hamrin     | Napoli       | definitivo    |
| A        | Bruno Mora      | Parma        | definitivo    |
| A        | Carlo Petrini   | Torino       | definitivo    |

## Risultati

### Serie A

#### Girone di andata
| Arbitro: | Gonella (Torino) |

|              |           |                                 |
| De Paoli 57’ | Marcatori | 7’, 13’, 34’ (rig.), 43’ Rivera |

| Arbitro: | Acernese (Roma) |

|            |           |  |
| Combin 28’ | Marcatori |  |

| Arbitro: | Angonese (Mestre) |

|               |           |  |
| Chinaglia 62’ | Marcatori |  |

| Arbitro: | Giunti (Arezzo) |

|                       |           |  |
| Sormani 57’ Prati 73’ | Marcatori |  |

| Catania 12 ottobre 1969 5ª giornata | Palermo           | 0 – 0 referto | Milan | Stadio Cibali (17 565 spett.)\| Arbitro: \| D'Agostini (Roma) \| |
| Arbitro:                            | D'Agostini (Roma) |               |       |                                                                  |

| Arbitro: | Monti (Ancona) |

|                      |           |                           |
| Prati 10’ Combin 68’ | Marcatori | 2’, 56’ Peiró 20’ Capello |

| Milano 10 dicembre 1969 7ª giornata | Milan            | 0 – 0 referto | Bologna | Stadio San Siro (25 599 spett.)\| Arbitro: \| Bernardis (Roma) \| |
| Arbitro:                            | Bernardis (Roma) |               |         |                                                                   |

| Milano 9 novembre 1969 8ª giornata | Inter            | 0 – 0 referto | Milan | Stadio San Siro (70 588 spett.)\| Arbitro: \| Gonella (Torino) \| |
| Arbitro:                           | Gonella (Torino) |               |       |                                                                   |

| Arbitro: | Toselli (Cormons) |

|           |           |  |
| Fogli 59’ | Marcatori |  |

| Arbitro: | De Marchi (Pordenone) |

|             |           |            |
| Cristin 77’ | Marcatori | 53’ Combin |

| Arbitro: | Sbardella (Roma) |

|  |           |                      |
|  | Marcatori | 67’ Vieri 78’ Zigoni |

| Arbitro: | Angonese (Mestre) |

|  |           |             |
|  | Marcatori | 54’ Lodetti |

| Arbitro: | Gonella (Torino) |

|                                                               |           |                                  |
| Sormani 4’ (rig.), 41’ (rig.) Superchi 70’ (aut.) Maldera 77’ | Marcatori | 45’ (rig.) Maraschi 55’ Amarildo |

| Arbitro: | D'Agostini (Roma) |

|         |           |           |
| Riva 4’ | Marcatori | 71’ Prati |

| Arbitro: | Sbardella (Roma) |

|             |           |  |
| Facchin 80’ | Marcatori |  |

#### Girone di ritorno
| Arbitro: | Giunti (Arezzo) |

|           |           |           |
| Prati 80’ | Marcatori | 77’ Volpi |

| Arbitro: | Lo Bello (Siracusa) |

|  |           |                                           |
|  | Marcatori | 1’, 50’, 73’, 80’ (rig.) Prati 17’ Combin |

| Arbitro: | De Robbio (Torre Annunziata) |

|                                 |           |  |
| Fogli 26’ Sormani 59’ Prati 68’ | Marcatori |  |

| Arbitro: | Acernese (Roma) |

|                        |           |                        |
| Clerici 72’ Sirena 73’ | Marcatori | 27’ Combin 85’ Sormani |

| Arbitro: | Bernardis (Roma) |

|                   |           |  |
| Rivera 80’ (rig.) | Marcatori |  |

| Arbitro: | Angonese (Mestre) |

|  |           |            |
|  | Marcatori | 89’ Rivera |

| Arbitro: | Pieroni (Roma) |

|  |           |          |
|  | Marcatori | 9’ Prati |

| Arbitro: | Sbardella (Roma) |

|  |           |           |
|  | Marcatori | 80’ Corso |

| Arbitro: | Francescon (Padova) |

|                |           |            |
| Manservisi 18’ | Marcatori | 28’ Rivera |

| Milano 22 marzo 1970 25ª giornata | Milan             | 0 – 0 referto | Sampdoria | Stadio San Siro (37 173 spett.)\| Arbitro: \| D'Agostini (Roma) \| |
| Arbitro:                          | D'Agostini (Roma) |               |           |                                                                    |

| Arbitro: | Angonese (Mestre) |

|                                |           |  |
| Anastasi 21’, 23’ Leonardi 41’ | Marcatori |  |

| Arbitro: | Barbaresco (Cormons) |

|                                          |           |  |
| Lodetti 23’ Rognoni 75’ Prati 81’ (rig.) | Marcatori |  |

| Arbitro: | Gonella (Torino) |

|                                                    |           |                       |
| Mariani 5’ Chiarugi 58’, 73’ Trapattoni 68’ (aut.) | Marcatori | 10’ Rognoni 13’ Prati |

| Milano 19 aprile 1970 29ª giornata | Milan                 | 0 – 0 referto | Cagliari | Stadio San Siro (64 960 spett.)\| Arbitro: \| De Marchi (Pordenone) \| |
| Arbitro:                           | De Marchi (Pordenone) |               |          |                                                                        |

| Arbitro: | Trinchieri (Reggio Emilia) |

|                   |           |  |
| Rivera 63’ (rig.) | Marcatori |  |

### Coppa Italia

#### Primo turno
| Arbitro: | Michelotti (Parma) |

|           |           |          |
| Prati 66’ | Marcatori | 82’ Nuti |

| Verona 3 settembre 1969 2ª giornata - Gruppo 3 | Verona           | 0 – 0 | Milan | Stadio Marcantonio Bentegodi (31 321 spett.)\| Arbitro: \| Bernardis (Roma) \| |
| Arbitro:                                       | Bernardis (Roma) |       |       |                                                                                |

| Arbitro: | De Marchi (Pordenone) |

|                              |           |                                                  |
| Magistrelli 1’ Ciclitira 82’ | Marcatori | 38’, 48’ Prati 41’ Rivera 78’ Fontana 80’ Combin |

### Coppa dei Campioni
| Arbitro: | Rusev |

|                                                         |           |  |
| Prati 15’, 63’ Rivera 59’ (rig.) Rognoni 61’ Combin 79’ | Marcatori |  |

| Arbitro: | Eksztajn |

|  |           |                                   |
|  | Marcatori | 19’ Combin 73’ Sormani 89’ Rivera |

| Arbitro: | Weyland |

|           |           |  |
| Combin 9’ | Marcatori |  |

| Arbitro: | Campos |

|                           |           |  |
| Jansen 6’ van Hanegem 81’ | Marcatori |  |

### Coppa Intercontinentale
| Arbitro: | Machin |

|                            |           |  |
| Sormani 8’, 71’ Combin 45’ | Marcatori |  |

| Arbitro: | Massaro |

|                                   |           |            |
| Conigliaro 43’ Aguirre Suárez 44’ | Marcatori | 30’ Rivera |

## Statistiche

### Statistiche di squadra
| Competizione            | Punti | In casa | In casa | In casa | In casa | In casa | In casa | In trasferta | In trasferta | In trasferta | In trasferta | In trasferta | In trasferta | Totale | Totale | Totale | Totale | Totale | Totale | DR  |
| Competizione            | Punti | G       | V       | N       | P       | Gf      | Gs      | G            | V            | N            | P            | Gf           | Gs           | G      | V      | N      | P      | Gf     | Gs     | DR  |
| ----------------------- | ----- | ------- | ------- | ------- | ------- | ------- | ------- | ------------ | ------------ | ------------ | ------------ | ------------ | ------------ | ------ | ------ | ------ | ------ | ------ | ------ | --- |
| Serie A                 | 36    | 15      | 8       | 4       | 3       | 19      | 9       | 15           | 5            | 6            | 4            | 19           | 15           | 30     | 13     | 10     | 7      | 38     | 24     | +14 |
| Coppa Italia            | -     | 1       | 1       | 0       | 0       | 5       | 2       | 2            | 0            | 2            | 0            | 1            | 1            | 3      | 1      | 2      | 0      | 6      | 3      | +3  |
| Coppa dei Campioni      | -     | 2       | 2       | 0       | 0       | 6       | 0       | 2            | 1            | 0            | 1            | 3            | 2            | 4      | 3      | 0      | 1      | 9      | 2      | +7  |
| Coppa Intercontinentale | -     | 1       | 1       | 0       | 0       | 3       | 0       | 1            | 0            | 0            | 1            | 1            | 2            | 2      | 1      | 0      | 1      | 4      | 2      | +2  |
| Totale                  | -     | 19      | 12      | 4       | 3       | 33      | 11      | 20           | 6            | 8            | 6            | 24           | 20           | 39     | 18     | 12     | 9      | 57     | 31     | +26 |

### Statistiche dei giocatori[22][23]
N.B.: I cartellini gialli e rossi vennero introdotte a partire dal Campionato mondiale di calcio 1970, mentre i giocatori potevano già essere allontanati dal campo per grave fallo di gioco o condotta violenta. Durante la stagione furono allonati dal campo una sola volta Combin e Rognoni.
| Giocatore       | Serie A  | Serie A | Coppa Italia | Coppa Italia | Coppa dei Campioni | Coppa dei Campioni | Coppa Intercontinentale | Coppa Intercontinentale | Totale   | Totale |
| Giocatore       | Presenze | Reti    | Presenze     | Reti         | Presenze           | Reti               | Presenze                | Reti                    | Presenze | Reti   |
| --------------- | -------- | ------- | ------------ | ------------ | ------------------ | ------------------ | ----------------------- | ----------------------- | -------- | ------ |
| A. Anquilletti  | 26       | 0       | 3            | 0            | 3                  | 0                  | 2                       | 0                       | 34       | 0      |
| P. Belli        | 0        | -0      | 0            | -0           | 0                  | -0                 | 0                       | -0                      | 0        | -0     |
| R. Casone       | 5        | 0       | 0            | 0            | 0                  | 0                  | 0                       | 0                       | 5        | 0      |
| C. Cattaneo     | 1        | 0       | 0            | 0            | 0                  | 0                  | 0                       | 0                       | 1        | 0      |
| N. Combin       | 25       | 5       | 2            | 1            | 4                  | 3                  | 2                       | 1                       | 33       | 10     |
| F. Cudicini     | 27       | -19     | 3            | -3           | 4                  | -2                 | 2                       | -2                      | 36       | -26    |
| R. Fogli        | 20       | 2       | 1            | 0            | 2                  | 0                  | 2                       | 0                       | 25       | 2      |
| D. Fontana      | 6        | 0       | 1            | 1            | 3                  | 0                  | 0                       | 0                       | 10       | 1      |
| L. Golin        | 7        | 0       | 0            | 0            | 2                  | 0                  | 0                       | 0                       | 9        | 0      |
| A. Grossetti    | 1        | 0       | 0            | 0            | 0                  | 0                  | 0                       | 0                       | 1        | 0      |
| G. Lodetti      | 28       | 2       | 3            | 0            | 4                  | 0                  | 2                       | 0                       | 37       | 2      |
| S. Malatrasi    | 12       | 0       | 2            | 0            | 1                  | 0                  | 2                       | 0                       | 17       | 0      |
| L. Maldera      | 15       | 1       | 1            | 0            | 2                  | 0                  | 1                       | 0                       | 19       | 1      |
| A. Marchi       | 1        | 0       | 0            | 0            | 0                  | 0                  | 0                       | 0                       | 1        | 0      |
| P. Prati        | 21       | 12      | 3            | 3            | 4                  | 2                  | 2                       | 0                       | 30       | 17     |
| G. Rivera       | 25       | 8       | 3            | 1            | 3                  | 2                  | 2                       | 1                       | 33       | 12     |
| G. Rognoni      | 23       | 2       | 2            | 0            | 3                  | 1                  | 2                       | 0                       | 30       | 3      |
| R. Rosato       | 24       | 0       | 3            | 0            | 4                  | 0                  | 2                       | 0                       | 33       | 0      |
| N. Santin       | 3        | 0       | 3            | 0            | 3                  | 0                  | 0                       | 0                       | 9        | 0      |
| K. Schnellinger | 26       | 0       | 3            | 0            | 4                  | 0                  | 2                       | 0                       | 35       | 0      |
| B. Sormani      | 29       | 5       | 3            | 0            | 4                  | 1                  | 2                       | 2                       | 38       | 8      |
| G. Trapattoni   | 20       | 0       | 0            | 0            | 2                  | 0                  | 0                       | 0                       | 22       | 0      |
| V. Vecchi       | 4        | -5      | 0            | -0           | 0                  | -0                 | 0                       | -0                      | 4        | -5     |

## Giovanili

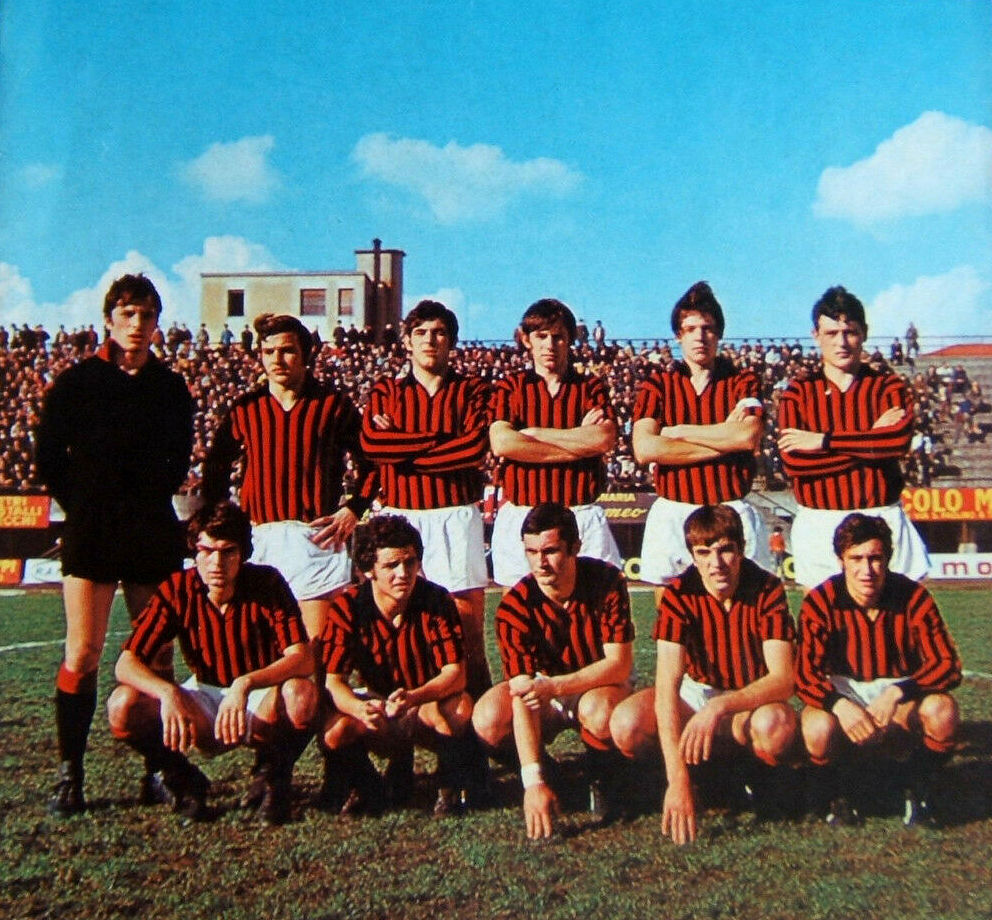
La squadra Primavera rossonera finalista a Viareggio

### Piazzamenti
- Primavera:
  - Campionato: ?
  - Torneo di Viareggio: finale